# Станіславувка (Люблінське воєводство)
Станіславувка (пол. Stanisławówka) — село в Польщі, у гміні Дубенка Холмського повіту Люблінського воєводства.
Населення — 11 осіб (2011).
У 1975-1998 роках село належало до Холмського воєводства.

## Демографія
Демографічна структура станом на 31 березня 2011 року:
|          | Загалом | Допрацездатний вік | Працездатний вік | Постпрацездатний вік |
| -------- | ------- | ------------------ | ---------------- | -------------------- |
| Чоловіки | 4       | 1                  | 2                | 1                    |
| Жінки    | 7       | 1                  | 2                | 4                    |
| Разом    | 11      | 2                  | 4                | 5                    |